# Pogoń za Adamem
Pogoń za Adamem – polski psychologiczny film fabularny z roku 1970 w reżyserii Jerzego Zarzyckiego, ekranizacja powieści Jerzego Stefana Stawińskiego z 1963 pod tym samym tytułem.

## Fabuła
Reżyser Zygmunt Zawada udaje się 25 lat po wojnie w podróż do Ameryki Południowej na premierę swego filmu o powstaniu warszawskim, filmu zawierającego wątki autobiograficzne nawiązujące do powstańczych losów reżysera, jego ówczesnej żony Kamy i ich najbliższego przyjaciela Adama. Podróż odbywa samolotem z kilkoma przesiadkami, podczas których odwiedza miejsca, w których może znaleźć informacje pomocne w odszukaniu Kamy i Adama, którzy po powstaniu znaleźli się na Zachodzie i pozostali na emigracji, a z którymi stracił kontakt. W końcu odnajduje oboje, Kamę w Ameryce Południowej, a następnie Adama w Paryżu. Okazuje się, że pomimo pozorów, Adam także nie zapomniał o Kamie i nie mógł znaleźć swojego miejsca, póki nie odszukał Kamy rok wcześniej od Zygmunta, próbując ją odebrać jej aktualnemu mężowi, z którym żyła od wielu lat. Adam dopiero po spotkaniu z Kamą ostatecznie zamknął w swoim życiu rozdział z nią związany. Zawada spotyka Kamę i dopiero wtedy poznaje powód, dla którego Kama pozostawiła zarówno Zygmunta, jak i Adama, dla którego wcześniej zostawiła Zygmunta, chcąc się na nim zemścić. Powodem tym była zazdrość Zygmunta o Adama, który był dla niego wzorem do naśladowania i był zawsze ważniejszy od żony, a nawet zazdrość o ówczesną kobietę Adama. Po powrocie do Polski Zawada nadal nie może zapomnieć Kamy, przenosząc jednak swoje uczucia na aktorkę, która w jego filmie grała postać Kamy.

## Obsada
- Jan Machulski – Zygmunt Zawada
- Stanisław Mikulski – Adam Witecki
- Pola Raksa – „Kama”, Zofia Zabłocka
- Emil Karewicz – Władek Zabłocki
- Barbara Brylska – Wanda
- Magdalena Zawadzka – aktorka Magda Zawadzka
- Jan Kobuszewski – dystrybutor filmów w Ameryce Południowej
- Leon Niemczyk – inżynier Babecki, emigrant z RPA
- Edmund Fetting – krytyk filmowy Buvin
- Olgierd Łukaszewicz – aktor, „Żbik” w filmie Zawady
- Jerzy Zelnik – aktor, „Adam” w filmie Zawady
- Jerzy Moes – powstaniec w filmie Zawady
- Maciej Rayzacher – aktor w filmie Zawady
- Witold Skaruch – reżyser Michaud
- Zygmunt Hobot – portier w hotelu w Rzymie